# Asquins
Asquins är en kommun i departementet Yonne i regionen Bourgogne-Franche-Comté i norra Frankrike. Kommunen ligger i kantonen Vézelay som tillhör arrondissementet Avallon. År 2022 hade Asquins 297 invånare.

## Befolkningsutveckling
Antalet invånare i kommunen Asquins
| Referens: INSEE |